# Falcileptoneta iriei
Espèce
Synonymes
- Leptoneta iriei Komatsu, 1967

Falcileptoneta iriei est une espèce d'araignées aranéomorphes de la famille des Leptonetidae.

## Distribution
Cette espèce est endémique de Honshū au Japon. Elle se rencontre dans la préfecture de Kumamoto.

## Description
Le mâle holotype mesure 1,6 mm.

## Étymologie
Cette espèce est nommée en l'honneur de Teruo Irie.

## Publication originale
- Komatsu, 1967 : Two new Japanese spiders (Gamasomorpha, Oonopidae and Leptoneta, Leptonetidae). Acta arachnologica, vol. 20, p. 46-49 (texte intégral).